# Paraje natural Cola del embalse de Arcos
El paraje natural Cola del embalse de Arcos es un área protegida situada en el término municipal de Arcos de la Frontera en la provincia de Cádiz (Andalucía, España). Su declaración como espacio protegido por parte de la Junta de Andalucía tuvo lugar el 18 de julio de 1989, también es Zona de Especial Protección para las Aves ZEPA, desde el año 2002, y se encuentra a la espera de su inclusión entre los Lugares de Importancia Comunitaria (LIC).
Con una extensión de 120 hectáreas, ocupa la mitad norte del embalse de Arcos cuyas aguas provienen del río Guadalete. El principal valor natural de este paraje es la rica avifauna que bajo la protección de la flora circundante ocupa el lugar formada principalmente por carrizos, espadañas y cañizales. Destacan especialmente diversos tipos de anseriformes y gruiformes, aves todas ellas propias de ambientes riparios. Especialmente importante es la presencia del águila pescadora, especie en notable regresión en el área mediterránea. 